# Geoffrey A. Henderson
Geoffrey A. Henderson (Trinidad e Tobago, 4 febbraio 1961) è un giudice trinidadiano della Corte penale internazionale.
Eletto dall'Assemblea degli Stati Parte nel Gruppo degli Stati Latino-Americani e Caraibici, Lista A, nell'elezione speciale del 2013 fino al 2021, in sostituzione di Anthony Carmona, che ha rinunciato all'incarico dopo la sua elezione a Presidente di Trinidad e Tobago.
Con una notevole esperienza nelle aule di giustizia, è stato eletto giudice presso la Corte penale internazionale e assegnata alla Divisione Giudicante.